# Sylvie Daigle
Pour les articles homonymes, voir Daigle.
Sylvie Daigle (née à Sherbrooke le 1er décembre 1962), est une athlète canadienne, pratiquant le patinage de vitesse et le patinage de vitesse sur courte piste.

## Sa carrière sportive
Pour ses premières compétitions, en 1979, elle participe et triomphe aux Jeux du Canada, remportant la médaille d'or des 500, 1 000 et 1 500 mètres. L'année suivante, aux Jeux olympiques à Lake Placid, Sylvie Daigle se classe 19e du 500 mètres.
En 1984, aux Jeux olympiques d'hiver à Sarajevo, elle se classe 20e du 500 mètres, 25e du 1 000 mètres et 22e du 1 500 mètres. Deux opérations, en 1985 et 1987, destinées à soulager des douleurs aux genoux, l'amènent à réorienter sa carrière; aussi, en 1987, elle décide de se consacrer au patinage de vitesse sur courte piste, discipline admise comme sport de démonstration l'année suivante aux Jeux olympiques d'hiver de Calgary. Lors de ces jeux, Sylvie remporte la médaille d'or du 1 500 mètres, celle d'argent des 1 000 et 3 000 mètres, et celle de bronze du 500 mètres et du relais 3 000 mètres.
Quatre années plus tard, aux Jeux olympiques d'hiver à Albertville, le patinage de vitesse sur courte piste est officiellement inscrit comme épreuve olympique. Sylvie et l'équipe canadienne remporte la médaille d'or du relais 3 000 mètres, mais consécutivement à une collision avec la concurrente américaine Cathy Turner lors du tour préliminaire, elle se classe seulement 18e du 500 mètres.
Après ces jeux, elle commence des études de médecine à l'Université de Montréal, qu'elle suspend afin de s'entraîner pour une participation aux Jeux olympiques d'hiver de 1994 à Lillehammer, où elle remporte une médaille d'argent.
Sylvie Daigle quitte l'univers du patinage de vitesse après ces jeux afin de terminer ses études et, en 1998, elle obtient son diplôme de médecine.

## Titres
- Championne du monde au classement général en 1979, 1983, 1988, 1989 et 1990

## Palmarès

### Jeux olympiques d'hiver
- Jeux olympiques d'hiver de 1992 à Albertville  France
  -  Médaille d'or du relais 3 000 mètres (Angela Cutrone, Sylvie Daigle, Nathalie Lambert, Annie Perreault)
- Jeux olympiques d'hiver de 1994 à Lillehammer  Norvège
  -  Médaille d'argent du relais 3 000 mètres (Christine Boudrias, Isabelle Charest, Angela Cutrone, Sylvie Daigle, Nathalie Lambert)[1]

## Honneurs
- En 1979 et 1983 : trophée Elaine Tanner du meilleur athlète junior canadien
- En 1988, 1989 et 1991 : désignée athlète féminine de l'année par l'Association canadienne de patinage de vitesse
- En 1990 : trophée Velma Springstead
- En 1991 : intronisée au Temple de la renommée olympique